# Douglas Bergqvist
Jan Douglas Bergqvist (29 maart 1993) is een Zweeds voetballer die onder contract staat bij Riga FC uit Letland.

## Carrière
Bergqvist werd geboren in Stockholm, maar verhuisde op 7-jarige leeftijd met zijn familie naar Engeland. Hier speelde hij in de jeugd van Reading en Queens Park Rangers, alvorens in 2009 neer te strijken bij Aldershot Town. De club verhuurde Bergqvist aan Tatcham Town en Dorchester Town, waarna de verdediger in mei 2011 zijn debuut maakte in de hoofdmacht van Aldershot. Later werd hij ook nog verhuurd aan Farnborough Town en Basingstoke Town.
In 2013 tekende Bergqvist een contract bij Exeter City FC. Tot een debuut kwam het echter niet. Kort na zijn komst werd de Zweed verhuurd aan Welling United.
Bergqvist speelde 18 duels voor Welling United, waarna hij in februari 2014 afscheid nam van de Engelse velden, om te gaan spelen voor Östersunds FK in zijn geboorteland. Hier groeide hij uit tot basisspeler. In 2019 werd de Zweed verhuurd aan Haugesund. De Noorse club bedong een optie tot koop. Deze werd echter niet gelicht, waarop Bergqvist in februari 2020 vertrok naar Arka Gdynia in Polen.
Op 31 juli 2020 keerde de verdediger terug naar Zweden, om te gaan spelen bij Kalmar FF. Na anderhalf seizoen verruilde hij de club uit Småland voor het Oekraïense Tsjornomorets Odessa. Vanwege de Russische invasie van het land keerde Bergqvist op 23 maart 2022 echter alweer terug bij Kalmar FF, zonder een wedstrijd gespeeld te hebben voor Tsjornomorets. Op 1 juni maakte Kalmar bekend dat Bergqvist weer vertrok uit de Guldfågeln Arena. Hij vervolgde zijn carrière bij het Letse Riga FC.